# The Healer
| 전문가 평가                           | 전문가 평가 |
| 평가 점수                             | 평가 점수   |
| 출처                                  | 점수        |
| ------------------------------------- | ----------- |
| AllMusic                              | [ 1 ]       |
| Rolling Stone                         | [ 2 ]       |
| The Village Voice                     | B+          |
| Encyclopedia of Popular Music         | [ 4 ]       |
| The Penguin Guide to Blues Recordings | [ 5 ]       |

《The Healer》는 카멜레온 레코드가 1989년에 발매한 미국의 블루스 음악가 존 리 후커의 음반이다. 이 음반에는 보니 레잇, 찰리 머설화이트, 로스 로보스, 카를로스 산타나 등이 참여했다.

## 배경
《The Healer》는 빌보드 200에서 62위로 정점을 찍었고 〈I'm in the Mood〉는 그래미 어워드 최고의 전통 블루스 퍼포먼스 상을 받았다. 델타 리듬 킹의 로이 로저스가 프로듀싱하고 마이크 카푸스(프로젝트를 구상한 사람)와 카멜레온 레코드의 설립자이자 사장 스티븐 파워스가 임원을 맡았다. 파워스와 카푸스는 위스콘신주 로즈버드 에이전시의 음악 사업에서 서로 알고 지냈으며 파워스의 레이블인 마운틴 레일웨이 레코드는 매디슨에 본사를 두었다. 카멜레온 레코드는 최근에 비제이 레코드를 인수했고 후커의 수많은 음반과 후커의 초기 제목인 《The Hook》의 "베스트" 모음집을 재발행했다.
카를로스 산타나와 존 리 후커가 출연한 〈The Healer〉 비디오는 캘리포니아주 호손에 있는 카멜레온 창고에서 후커의 오래된 바이닐 LP가 쌓여 있는 가운데 촬영되었으며, 바인 가의 국회의사당 건너편에 있는 홀우드 나이트클럽인 〈The Palace〉에서 라이브로 촬영되었다.
음반이 발매되었을 때 존 리 후커는 73세였다. 그것은 그의 첫 그래미 어워드 수상이었다. 이 음반은 매우 성공적이어서 "존 리 후커가 안락하게 생애의 마지막을 살 수 있게 했다"고 한다. 파워스는 후커에게 거액의 로열티 수표를 보내는 기쁨과 그가 마침내 인정받을 수 있도록 도와줄 수 있는 기회에 대해 깊은 감사를 느끼며 회상한다.
2000년 콜린 라킨의 《All Time Top 1000 Albums》 중 세 번째 판에서 424위로 뽑혔다.

## 곡 목록
모든 곡들은 특별한 언급이 없는 한 존 리 후커에 의해 작사/작곡하였다.
| #   | 제목                          | 작사·작곡                                          | 재생 시간 |
| --- | ----------------------------- | -------------------------------------------------- | --------- |
| 1.  | 〈The Healer〉                | 후커, 로이 로저스, 카를로스 산타나, 체스터 D. 톰슨 | 5:36      |
| 2.  | 〈I'm in the Mood〉           | 후커, 버나드 베스먼                                | 4:30      |
| 3.  | 〈Baby Lee〉                  | 후커, 제임스 브래컨                                | 3:43      |
| 4.  | 〈Cuttin' Out〉               |                                                    | 4:35      |
| 5.  | 〈Think Twice Before You Go〉 |                                                    | 2:58      |
| 6.  | 〈Sally Mae〉                 | 후커, 브래컨                                       | 3:15      |
| 7.  | 〈That's Alright〉            |                                                    | 4:23      |
| 8.  | 〈Rockin' Chair〉             |                                                    | 4:09      |
| 9.  | 〈My Dream〉                  |                                                    | 4:02      |
| 10. | 〈No Substitute〉             |                                                    | 4:07      |